# Gorczyca polna
Gorczyca polna, ognicha (Sinapis arvensis L.) – gatunek rośliny z rodziny kapustowatych. Bywa też nazywana mianem gorczycy świrzepy.

## Zasięg występowania
Zasięg gatunku obejmuje Afrykę Północną (Algieria, Libia, Maroko, Tunezja), niemal całą Europę i znaczną część Azji (Azja Zachodnia, Środkowa, Syberia, Kaukaz, Pakistan). Jako gatunek introdukowany rozprzestrzenił się na tych kontynentach także poza obszarem swojego rodzimego występowania i obecnie jest kosmopolityczny – poza Antarktydą występuje na wszystkich kontynentach i na licznych wyspach. Na półkuli północnej sięga po Grenlandię i archipelag Svalbard, na południowej występuje na wyspach wokół Antarktydy.
W Europie jest archeofitem występującym już w neolicie. Pierwsze jej znaleziska w Polsce pochodzą z początków epoki żelaza. Obecnie w Polsce jest gatunkiem bardzo pospolitym, w górach jest rzadszy.

## Morfologia

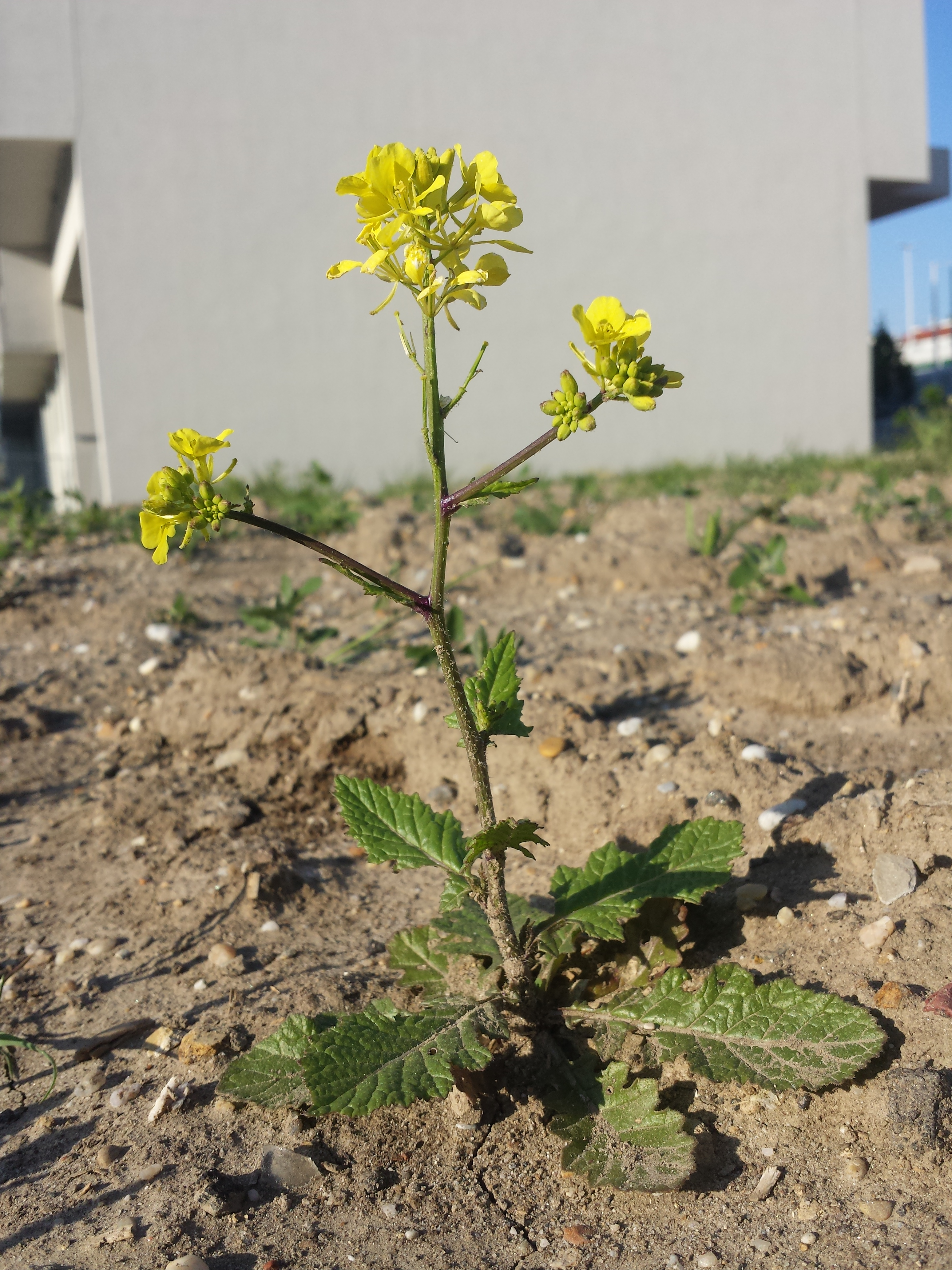
Pokrój

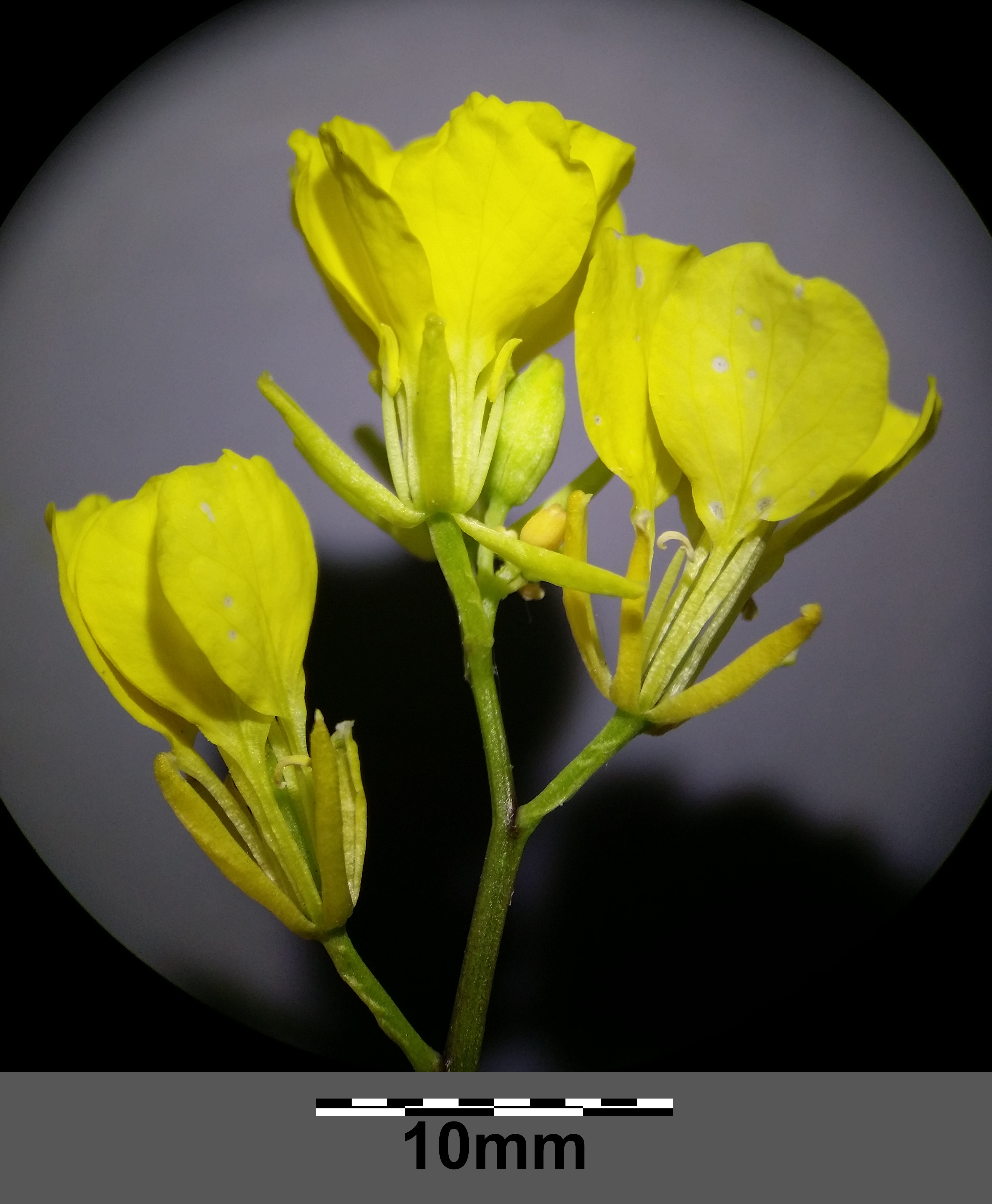
Kwiaty

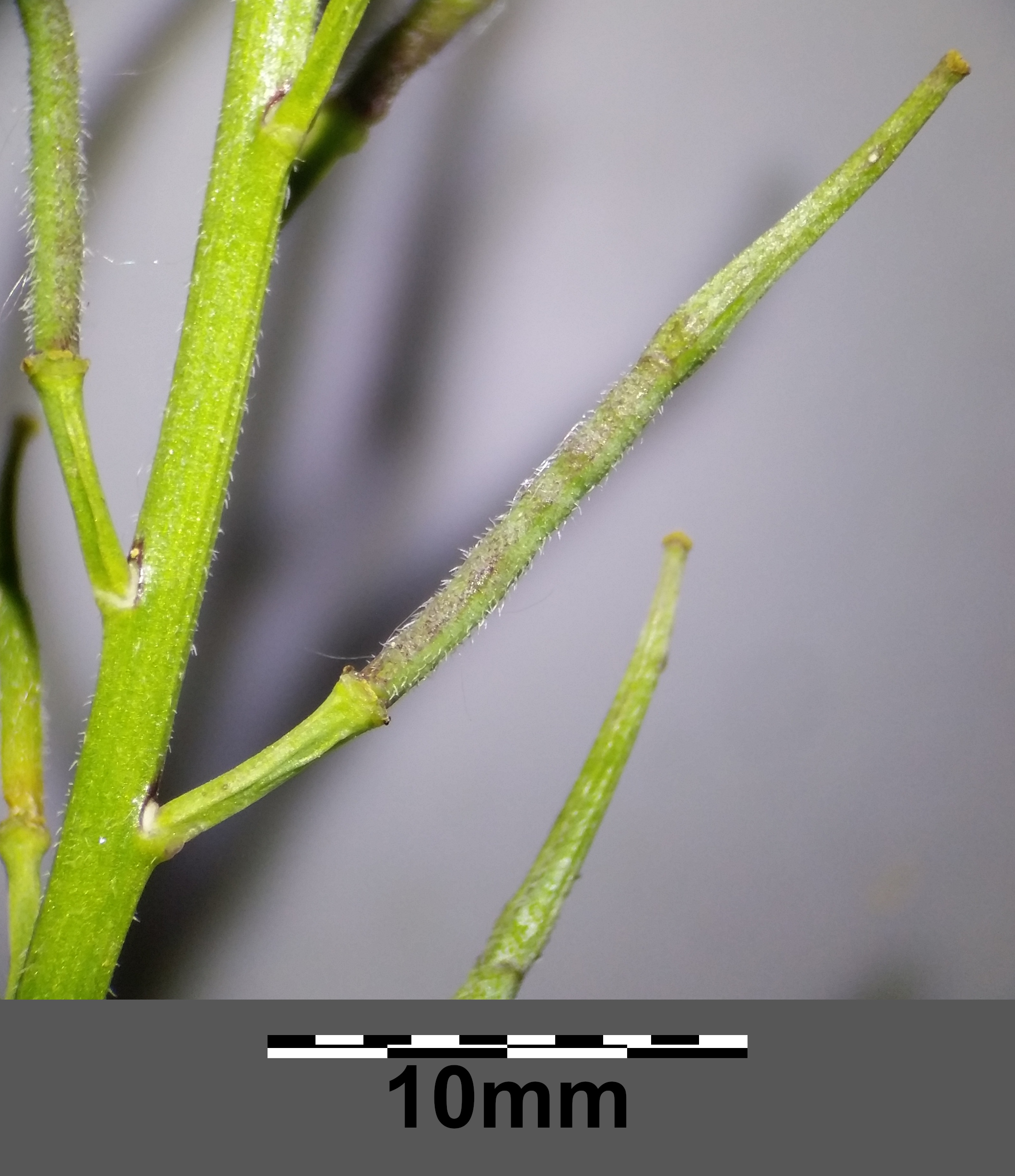
Owoce

ŁodygaWzniesiona, pojedyncza lub górą rozgałęziona, ulistniona, osiąga do 60 cm wysokości. Łodyga jest ciemnozielona lub purpurowo nabiegła, szorstko owłosiona pojedynczymi, szczecinkowatymi włoskami.
KorzeńCienki, rozgałęziony, żółtawobiały.
LiścieLiście dolne w zarysie lirowate, duże, na ogonkach i nieco szorstkie. Górne liście łodygowe zwykle siedzące, podługowate, brzegiem zatokowo ząbkowane, nagie, gładkie.
KwiatyŻółte, o średnicy do 15 mm, zebrane w szczytowe grono. Mają 4 wąskoeliptyczne działki kielicha, które podczas kwitnienia odginają się pod kątem prostym. Po działkach najłatwiej można ją rozróżnić od podobnego gatunku rzodkwi świrzepy, która ma działki przylegające. Płatków korony 4, są szerokoeliptyczne, zwężające się w paznokieć. Pręcików jest 6: 4 dłuższe i 2 krótsze. Słupek jeden, zawierający 8-13 zalążków.
OwocCzterokanciasta łuszczyna z płaskim dzióbkiem 2-3 krotnie dłuższym, niż klapy. Przylega do osi owocostanu. Długość łuszczyny do 1 cm, długość szypułki mniej niż 0,5 cm. Nasiona w jednym rzędzie, kuliste, o barwie czarnobrunatnej lub czerwonobrunatnej i powierzchni bardzo drobno siateczkowanej. Jedna roślina wytwarza około tysiąca nasion.

## Biologia i ekologia

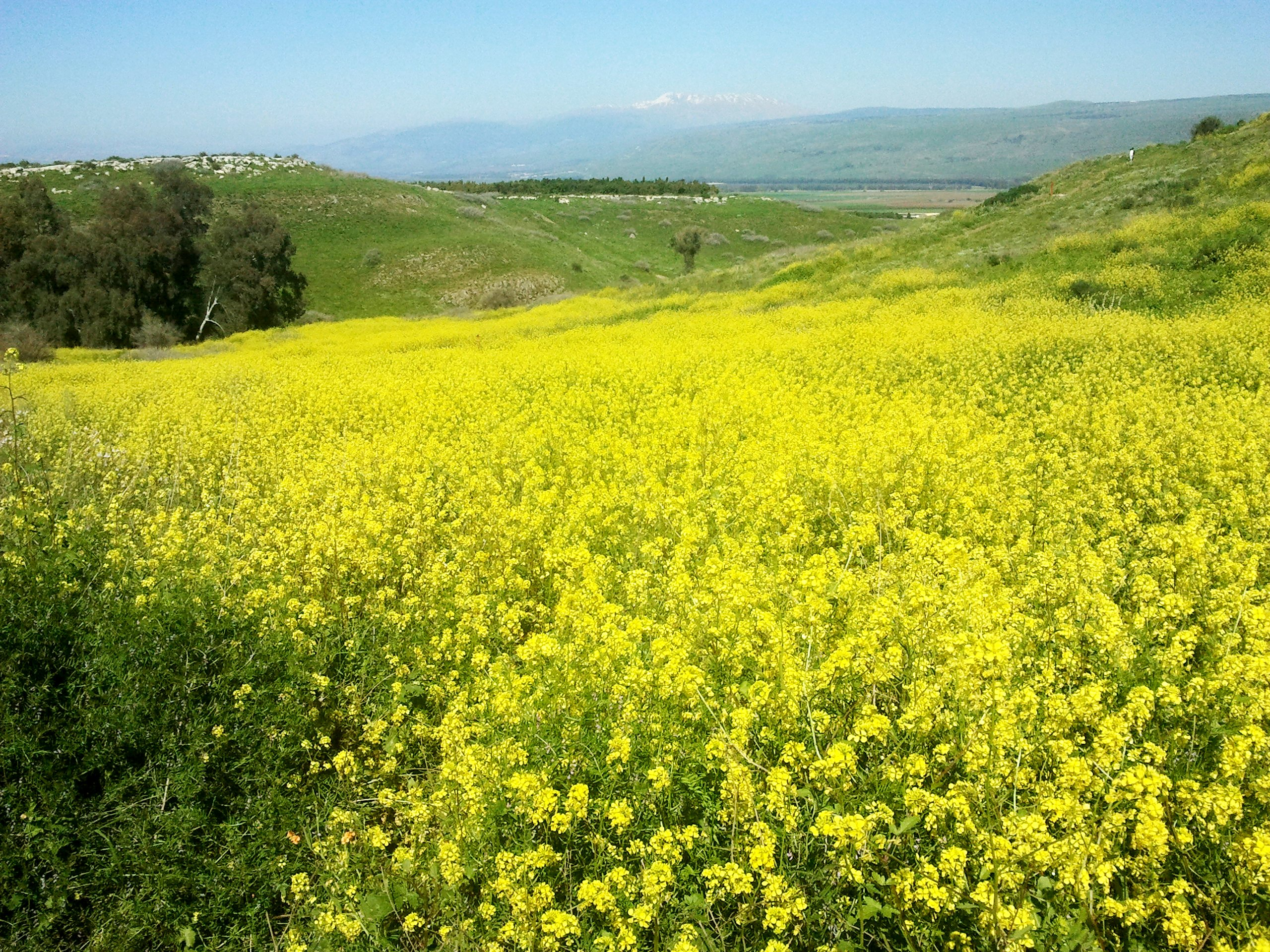
Łany gorczycy polnej

RozwójRoślina jednoroczna. Kwitnie od maja do października. Owadopylna, zapylana przez błonkówki, przy niesprzyjającej dla owadów pogodzie także samopylna. Nasiona rozsiewane są przez wiatr. Roślina ruderalna. Rośnie na polach, miedzach, ugorach, przydrożach, wysypiskach śmieci. Preferuje gleby gliniaste, żyzne i bogate w wapń (roślina wskaźnikowa gleb zasobnych w wapń). Na glebach piaszczystych występuje rzadko. Nasiona długo zachowują zdolność kiełkowania – do 35 lat, są wrażliwe na ujemne temperatury, dlatego też chwast ten występuje głównie w zbożach jarych. Nasiona kiełkują nieregularnie, siewki pojawiają się przez cały rok.
FitosocjologiaGatunek charakterystyczny dla klasy Stellarietea mediae.
Roślina lekko trującaDomieszka tej rośliny w paszy dla koni i bydła powoduje pogorszenie jakości mleka, a nawet może spowodować zatrucie zwierząt.
Oddziaływania międzygatunkoweNa gorczycy polnej pasożytują niektóre gatunki grzybów i organizmów grzybopodobnych: Albugo candida, Erysiphe cruciferarum, Leptosphaeria maculans, Hyaloperonospora brassicae, Mycosphaerella capsellae.
ZmiennośćWyróżnia się jedną odmianę: Sinapis arvensis L. var orientalis. Charakteryzuje się owłosionymi łuszczynami. Angielscy naukowcy stwierdzili przypadki krzyżowania się uprawianych roślin transgenicznych (rzepaku) z dziko rosnącą gorczycą polną.
GenetykaLiczba chromosomów 2n = 18.

## Szkodliwość i zwalczanie
Gorczyca polna jest jednym z bardziej uciążliwych chwastów. Szkodliwość gorczycy polega na tym, że jest szkodliwa dla zwierząt, jest żywicielem licznych chorób i szkodników roślin kapustnych, przyczynia się więc do ich rozprzestrzeniania. Między innymi rozwija się na niej mątwik burakowy, bielinek kapustnik, śmietka kapuściana, Plasmodiophora brassicae wywołująca kiłę kapusty oraz nicienie będące wektorem wirusa powodującego czopowatość bulw ziemniaka.
Próg szkodliwości dla gorczycy polnej w burakach określono na 5 roślin/m². Pozostawiona na miedzach, poboczach i rowach szybko rozprzestrzenia się na pola uprawne, na których nie stosuje się herbicydów zwalczających ją. Nasiono gorczycy potrafi wykiełkować po przeleżeniu w glebie przez wiele lat, co powoduje konieczność jej szczególnego zwalczania przez wiele lat po zachwaszczeniu pola. Przy prawidłowej agrotechnice jest dość łatwo zwalczana herbicydami we wszystkich uprawach, nawet w rzepaku.
W Kanadzie zaobserwowano rozprzestrzenianie się gorczycy polnej na polach, na których zwalcza się chwasty herbicydami totalnymi zawierającymi glifosat.

## Zastosowanie
- Dawniej z nasion gorczycy polnej wytwarzano olej i musztardę (obecnie używa się do tych celów głównie gorczycy białej i gorczycy czarnej)[21].
- Młode i nierozwinięte jeszcze kwiatostany parzone przez kilka minut są jadalne i mają dobry smak[21].
- Czasami bywa uprawiana w uprawach ekologicznych na nasiona wykorzystywane do niszczenia niektórych szkodników (np. slimaków)[17].
- Dawniej była wykorzystywana w lecznictwie, np. do łagodzenia dolegliwości spowodowanych przez nieżyt żolądka. Obecnie nie jest już używana do tego celu, w większych ilościach jest bowiem trująca[17].

## Udział w kulturze
- Według XIX-wiecznych autorów nazwą świerzop określano w czasach A. Mickiewicza gorczycę polną, lub rzodkiew świrzepę[22] W I księdze poematu Pan Tadeusz Adama Mickiewicza znajduje się fragment:

Gdzie bursztynowy świerzop, gryka jak śnieg biała
Gdzie panieńskim rumieńcem dzięcielina pała
- N. H. Moldenke, A. L. Moldenke uważają, że roślina ta kryje się pod hebrajskim słowem ḥārûl w Księdze Przysłów (24,30-31). Jest to jednak zdanie odosobnione. Inni znawcy roślin biblijnych na podstawie analizy językowej są zdania, że chodzi tu o pokrzywę, tak też przetłumaczono to w polskiej Biblii Tysiąclecia. Gorczycy polnej, chociaż jest na Ziemi Świętej pospolita, ze względów językowych nie należy włączać do roślin biblijnych[23].